# Parratusan
Parratusan is een bestuurslaag in het regentschap Tapanuli Utara van de provincie Noord-Sumatra, Indonesië. Parratusan telt 1171 inwoners (volkstelling 2010).